# 龙嫩贝格
龙嫩贝格（德語：Ronnenberg，發音：[ˈʁɔnənˌbɛʁk] ⓘ）是德国下萨克森州汉诺威地区的城市，面积37.89平方千米，2023年12月31日人口为24,505人。